# Shutter (phim 2008)
Shutter (tựa tiếng Việt: Ma ống kính, Hồn ma theo đuổi hay Hồn ma báo oán) là bộ phim tâm lý, ly kỳ kinh dị năm 2008 của Mỹ có sự hợp tác của Nhật Bản, đạo diễn phim là Masayuki Ochiai. Đây là phim làm lại từ bộ phim kinh dị cùng tên năm 2004 của Thái Lan, câu khẩu hiệu của phim là The most terrifying images are the ones that are real (tiếng Việt: Hình ảnh kinh hoàng nhất là hình ảnh có thật).

## Nội dung
Ben Shaw và người vợ mới Jane rời New York đến Tokyo, Nhật Bản, nơi Ben làm nghề nhiếp ảnh gia. Trong lúc lái xe trong đêm tối, Jane tông phải một cô gái giữa vùng hoang dã nhưng khi cảnh sát đến thì không tìm thấy cái xác nào. Sau đó, hai vợ chồng thấy những ánh sáng bí ẩn trong ảnh chụp của họ. Ben bắt đầu phàn nàn về cơn đau vai dữ dội, và bạn bè anh bình luận rằng anh trông còng và khom lưng, mặc dù bác sĩ không tìm ra nguyên nhân. Trợ lý của Ben đưa họ đến gặp bạn trai cũ của cô, người điều hành một tạp chí về hiện tượng huyền bí, tiết lộ rằng những ánh sáng trong ảnh là linh hồn của người chết. Sau đó, hai vợ chồng đến gặp một nhà ngoại cảm, Murasame, người mà Ben cho là điên khùng và từ chối dịch những gì ông ta nói.
Jane quyết định đến tòa nhà văn phòng trong ảnh. Cô lên tầng nơi ánh sáng đã tụ lại trong văn phòng trống và chụp ảnh. Cô gặp hồn ma của cô gái, biết được tên cô ta là Megumi Tanaka và Ben biết cô ta. Khi Jane hỏi Ben về chuyện này, anh thừa nhận rằng anh và Megumi đã từng yêu nhau nhưng khi bố cô ta mất, cô ta trở nên rất phiền phức và đeo bám anh. Cuối cùng anh đã bỏ cô ta với sự giúp đỡ của hai người bạn của mình, Adam và Bruno. Jane tức giận với Ben và quyết định họ cần phải tìm Megumi.
Ben và Jane đến nhà Megumi và tìm thấy xác cô ta đã bị phân hủy; cô ta đã tự tử bằng thuốc độc. Ở nơi khác, hai người bạn của Ben là Adam và Bruno bị hồn ma Megumi giết. Adam gặp tai nạn khi đang chụp ảnh và chết; Bruno tự tử bằng cách nhảy khỏi ban công căn hộ của anh ta. Ben cũng bị tấn công bởi hồn ma Megumi, người cố gắng bóp cổ anh. Sau khi gần như ném Jane qua cửa sổ gần đó, Megumi dừng lại, tha mạng cho Ben.
Sau đám tang của Megumi, Ben và Jane trở về New York. Jane tìm thấy một số bức ảnh cho thấy Megumi bước vào tủ quần áo của họ. Bên trong tủ, cô tìm thấy một chiếc hộp bị khóa chứa một số ảnh Adam và Bruno cưỡng hiếp Megumi, do chính Ben chụp. Ben tiết lộ rằng do Megumi không chịu rời xa anh nên anh cùng với Adam và Bruno đã chuốc thuốc cô ta và anh cho phép hai người bạn của mình cưỡng hiếp cô ta để buộc cô ta rời xa anh, đó là lý do khiến cô ta tự tử. Ben không muốn dịch những gì nhà ngoại cảm nói trước đó, vì đó là sự thật. Ghê tởm trước những hành động trong quá khứ của Ben và nhận ra rằng Megumi đang cố cảnh báo mình, Jane rời bỏ anh.
Ben tức giận chụp ảnh khắp căn hộ để tìm Megumi. Sau khi ném máy ảnh xuống sàn, nó chụp ảnh anh, cho thấy Megumi đang ngồi trên vai anh, đây là lý do thời gian qua anh thường bị đau vai. Trong nỗ lực thoát khỏi cô ta, Ben đã tự chích điện mình. Anh hoàn toàn mất trí và được đưa vào bệnh viện tâm thần. Bộ phim chuyển sang cảnh trong bệnh viện, nơi một y tá đang cân Ben, cho thấy 275 pound, trọng lượng của hai người. Cảnh cuối cùng là hình ảnh phản chiếu của tấm kính từ cánh cửa, cho thấy Megumi vẫn đang ôm chặt lưng Ben.

## Diễn viên
- Joshua Jackson vai Benjamin "Ben" Shaw
- Rachael Taylor vai Jane Shaw
- Megumi Okina vai Megumi Tanaka
- John Hensley vai Adam
- David Denman vai Bruno
- Maya Hazen vai Seiko Nakamura
- James Kyson Lee vai Ritsuo
- Yoshiko Miyazaki vai Akiko
- Kei Yamamoto vai Murase
- Daisy Betts vai Natasha